# Francesc Tramulles i Roig
Francesc Tramulles i Roig, també escrit Tramullas, (Barcelona, 1722 – 1773) va ser un pintor, dibuixant i gravador català d'època barroca.

## Biografia
Fill del pintor Bru Tramulles i net de l'escultor Llàtzer Tramulles va ser batejat a la catedral de Barcelona el 18 de setembre de 1722. Germà petit del també pintor Manuel Tramulles (1715–1791), els dos van ser deixebles del pintor català Antoni Viladomat i Manalt. El 21 de setembre de 1745 els cònsols del Col·legi de Pintors de Barcelona li concedeixen la llicència per a pintar als vint-i-tres anys. La seva primera obra documentada i conservada és una caplletra de l'introit del llibre de la Missa de Diumenge de Rams de la catedral de Barcelona, datada el 18 d'abril de 1745. Durant els anys 1746 i 1747 l'artista completa la seva formació anant a estudiar a la Reial Acadèmia de Belles Arts de Sant Ferran a Madrid i, poc després, a la de París, tornant a estar documentat a Barcelona el 1748. A la ciutat, intenta fundar una acadèmia artística que va funcionar, sense interrupcions, però amb alguns plets amb el Col·legi de Pintors, fins al 1754. Aquesta acadèmia es considera precursora de l'actual Escola de Llotja.
El 1754 obté el grau de mestre del Col·legi de Pintors de Barcelona, fet que, entre altres coses, no només li permet obrir taller propi, sinó que a més l'autoritzava a disposar d'aprenents i deixebles a càrrec seu. A Barcelona treballà com escenògraf al Teatre de la Santa Creu, realitzant els dissenys d'òperes com Sirue, re di Persia, Il Mondo de la Luna, Il Demofonte, Didone abandonata i Emira (1751–1753).
El 1754 és nomenat acadèmic de la Reial Acadèmia de Belles Arts de San Fernando de Madrid i el 1761 obté el títol de director honorari, màxim guardó atorgat a un pintor català i prova de la seva vàlua i alta consideració. Francesc Tramulles va contractar moltes pintures, sobretot obres sobre tela, però també abordà alguns cicles murals. Desafortunadament, molts d'aquests projectes no han estat localitzats o s'han perdut. El gruix de la seva producció pictòrica es conserva a la Catedral de Barcelona, on es conserven les teles que va fer per la capella dels mestres sabaters dedicada a Sant Marc, a la capella de Sant Esteve i a la de Sant Pau (1763–1769). També cal ressenyar les pintures realitzades a les voltes de la capella de la Immaculada Concepció de la catedral de Tarragona, i les de la capella del Sant Crist a l'església de Santa Maria d'Igualada A més d'aquests camps, l'artista també va atendre obres de caràcter efímer, com Monuments de Setmana Santa, o túmuls funeraris com el construït en homenatge al comte de Peralada (1756) o el túmul per a les Reales exequias de Dª Maria Amalia de Saxònia per a la catedral de Barcelona (1761). Una de les singularitats de la seva carrera artística és la importància atorgada al món del gravat, en concret al gravat de creació. Tot i que no gaire nombrosa, la seva producció es desmarca de la creació seriada i per encàrrec i demostra un notable grau d'experimentació i llibertat creativa (i més tenint en compte que encara no s'havia fundat a Barcelona l'Escola Gratuïta de Disseny el 1775).
Arran de la visita de Carles III a Barcelona el 1759, amb motiu de la seva coronació, du a terme diversos dibuixos de les festes i cavalcades que es van organitzar per a rebre'ls i que conformen l'anomenada Màscara real executada por los Colegios y Gremios de la ciudad de Barcelona en col·laboració amb J. A. Deferht i Pasqual Pere Moles. Obra considerada un dels millors llibres il·lustrats del segle xviii a Espanya. Els dibuixos originals es conserven al Museu Nacional d'Art de Catalunya a Barcelona.
L'artista va morir a Barcelona el 29 de juny de 1773 a l'edat de cinquanta-un anys, sent enterrat a la Parròquia del Pi.
Francesc Tramulles és un dels més importants noms de la pintura catalana del segle xviii. Hi destacà com a creador pluridisciplinari en un període on la pràctica artística a Catalunya encara estava bastant gremialitzada. Les seves estades a Madrid i a París van contribuir decisivament a enriquir un panorama que, malgrat la vinguda de l'Arxiduc Carles a inicis de segle, encara romania en els àmbits de formació, força tancat i que ell va ajudar a obrir i enriquir amb influències franceses i italianitzants, portant l'art català d'aquells anys als darrers estadis del barroc i el rococó.

## Algunes obres
- Pintura Al·legoria de la Infància de l'Acadèmia de Tres Nobles Arts de Barcelona, Reial Acadèmia de Belles Arts de Sant Ferran (1761).
- Pintura Mare de Déu del Carme intercedint per les ànimes del Purgatori, a l'església parroquial de Sant Joan de Palau de Noguera (1746–1769).
- Cúpula de la capella del Sant Crist a l'església de Santa Maria d'Igualada (1752).
- Pintures a la capella de Sant Esteve a la Catedral de Barcelona (1763–1773).
- Pintures a la capella de Sant Marc a la Catedral de Barcelona (1763–1767).[13]
- Pintures del retaule de Sant Pau a la Catedral de Barcelona (1769).
- Pintures a la capella de la Immaculada Concepció a la Catedral de Tarragona (1764–1770).

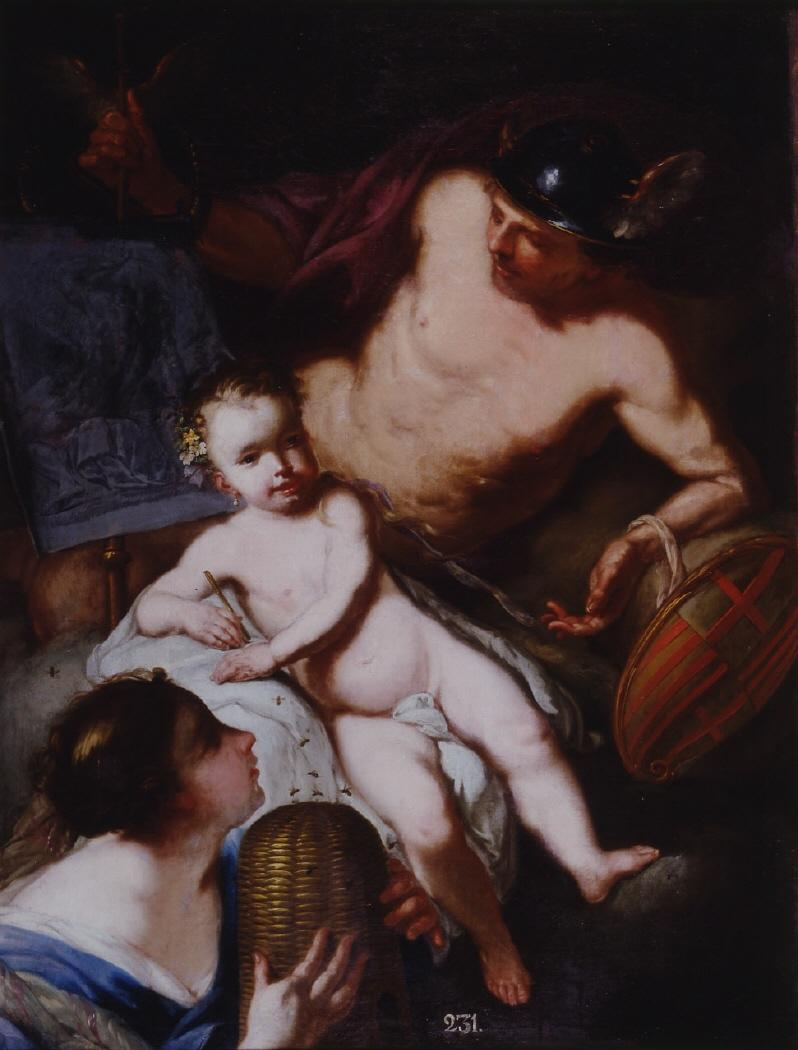
Al·legoria de la Infància de l'Escola de les Tres Nobles Arts de Barcelona, Real Academia de Bellas Artes de San Fernando
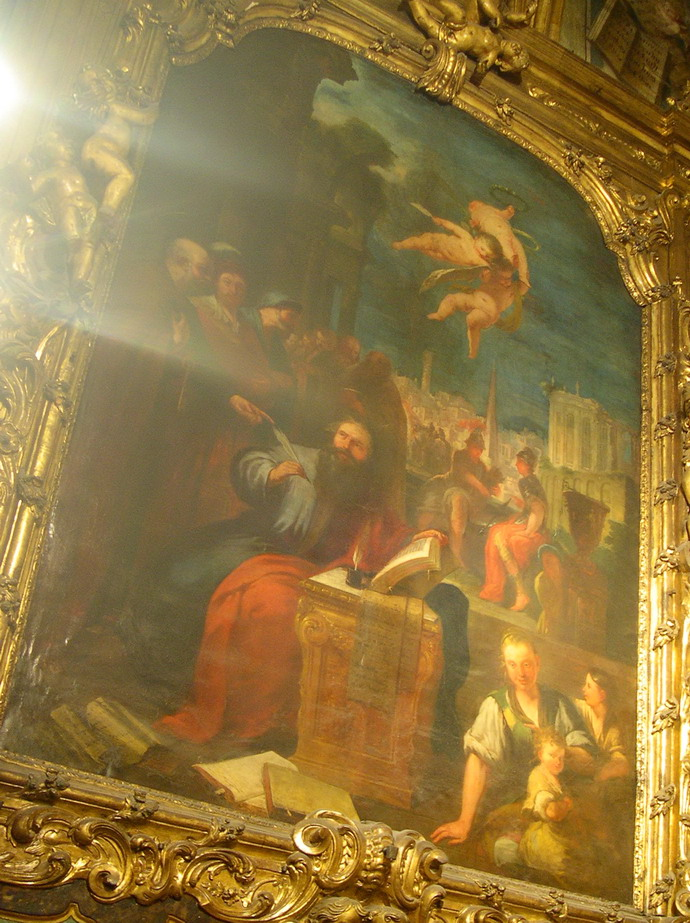
Sant Marc escrivint els evangelis, Capella de Sant Marc, Catedral de Barcelona
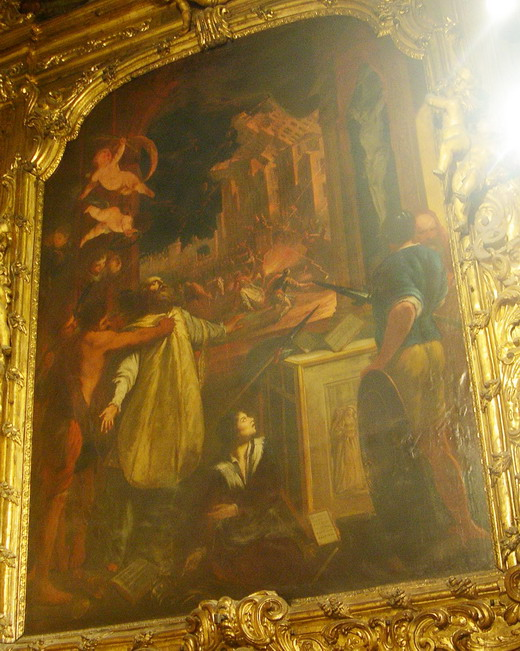
Empresonament i martiri de Sant Marc, Capella de Sant Marc, Catedral de Barcelona
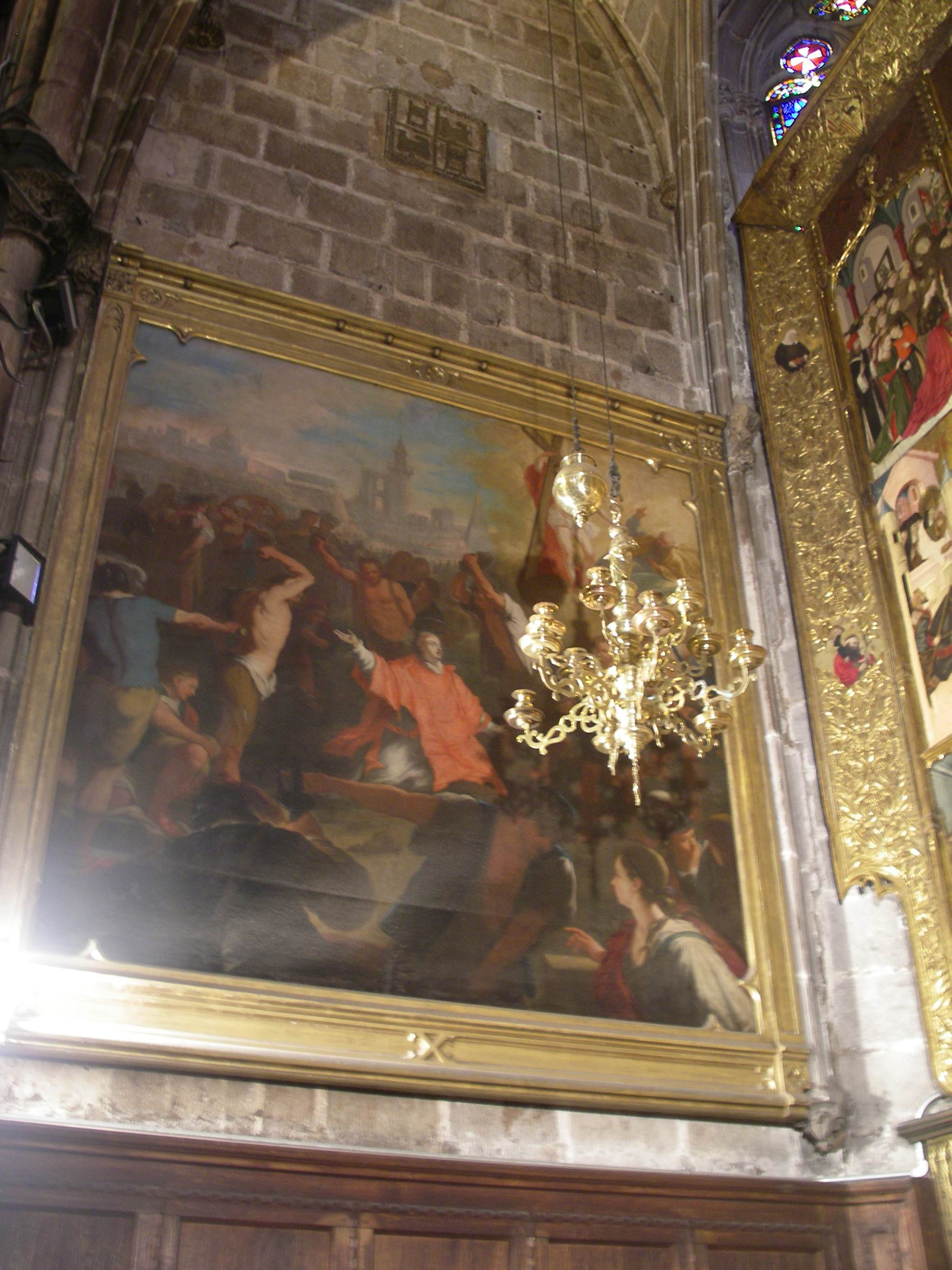
Lapidació de Sant Esteve, capella de Sant Esteve, Catedral de Barcelona
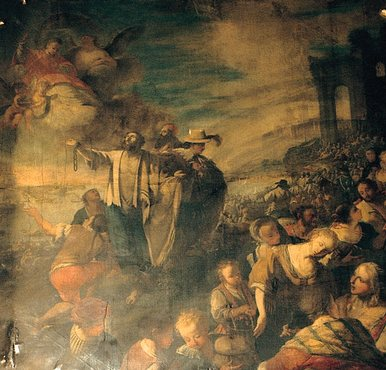
Alliberament del noble Galceran de Pinós per Sant Esteve, Capella de Sant Esteve, Catedral de Barcelona
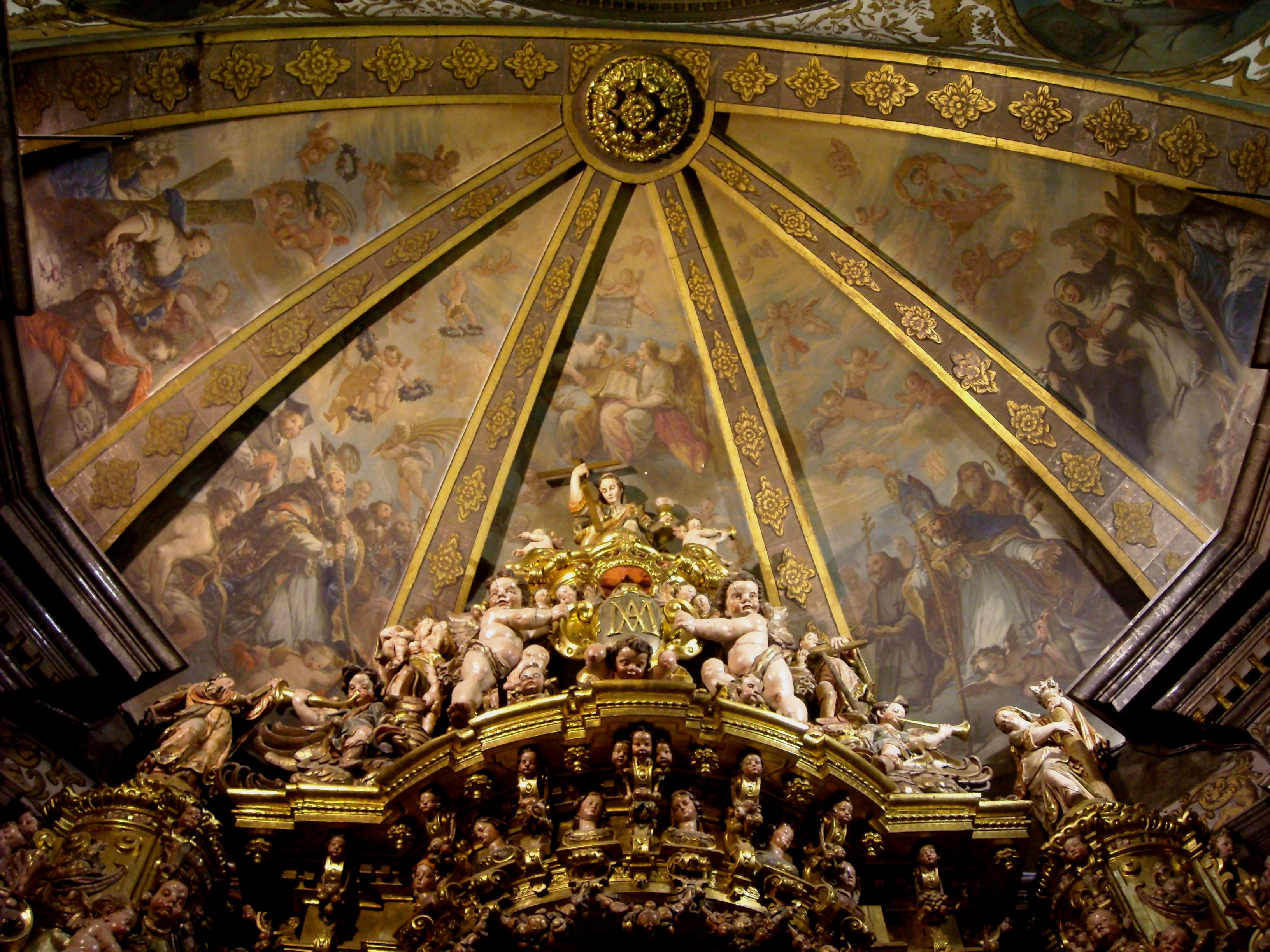
Pintures de la capella de la Immaculada, Catedral de Tarragona, Francesc Tramullas.
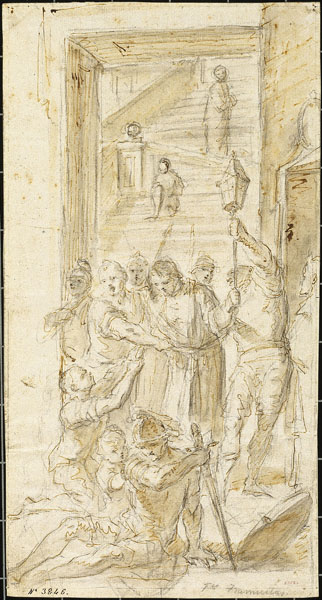
D'Herodes a Pilats, Francesc Tramullas, dibuix a llapis negre, ploma i aiguada, 30'8 x 16 cm, MNAC/GDG/27184/D.